# José Ignacio Garmendia
José Ignacio Garmendia (Buenos Aires, 1841 — Buenos Aires, 1925) est un officier militaire, peintre, écrivain et diplomate argentin.
Il a produit une vaste œuvre picturale sur la guerre de la Triple-Alliance, ainsi que des chroniques et des techniques sur l'art militaire. Il est également historien et numismate.

## Biographie
José Ignacio Garmendia naît à Buenos Aires le 9 mars 1841.

### Carrière militaire
Quand la guerre de la Triple-Alliance éclate entre le Paraguay d'un côté et l'empire du Brésil, l'Argentine et l'Uruguay de l'autre, Garmendia rejoint le corps du premier bataillon de la Garde nationale de la division de Buenos Aires. Il en devient le capitaine le 14 mai 1865, et participe l'année suivante aux batailles du passage du fleuve Paraná, à Estero Bellaco, Tuyutí, Yataití-Corá, El Palmar, El Sauce et Curupaití.
Garmendia est promu major le 1er avril 1867 et participe au mouvement d'encerclement et aux batailles de Tuyú Cué. Le 10 juillet, il est promu sergent-major et participe au siège, au bombardement et à la reconnaissance de Humaytá.
Le 4 janvier 1868, il est promu lieutenant-colonel. Le 27 décembre de la même année, il est blessé lors de la bataille de Lomas Valentinas et, trois jours plus tard, il participe au siège et à la reddition d'Angostura.
En juin de l'année suivante, le choléra dont il est atteint force Garmendia à rentrer à Buenos Aires. Il retourne sur les lieux du conflit dès sa convalescence terminée.
Pour sa participation aux campagnes du Paraguay, de Buenos Aires et du Chaco, aux campagnes du Brésil et de l'Uruguay et à la guerre de la Triple Alliance, Garmendia reçoit la médaille d'or de son gouvernement.

### Carrière civile
Après la guerre, José Ignacio Garmendia occupe plusieurs positions d'élu ou dans la direction d'institutions. Il devient ainsi notamment député à l'Assemblée législative de Buenos Aires, directeur du collège militaire, de l'arsenal de guerre, premier commissaire et chef des limites avec le Brésil.
José Ignacio Garmendia meurt à Buenos Aires le 11 juin 1925.

## Œuvre

### Œuvre pictural

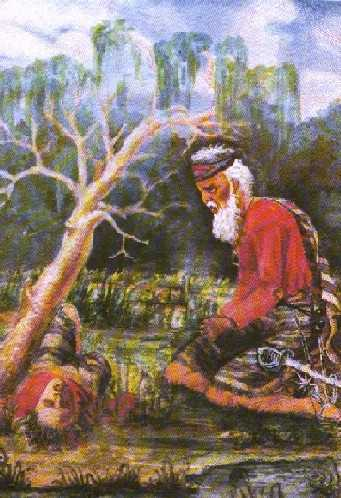
El soldado paraguayo ante el cadaver de su hijo (n. d.).

José Ignacio Garmendia a produit 149 aquarelles sur les batailles auxquelles il a participé. Il fait partie des principaux peintres argentins de la guerre de la Triple-Alliance avec Cándido López et Modesto González. On connaît de lui également des gouaches et des lithographies.
Il n'a pas reçu de formation formelle, si ce n'est des classes d'un certain Eustaquio Carrandi. Ses aquarelles se font connaître car elles illustrent directement les ouvrages de Garmendia, dans ses Recuerdos de la Guerra del Paraguay. Sur le champ de bataille, il portait toujours sur lui un carnet dans lequel il prenait des notes et faisait des esquisses de ce qu'il voyait.
Ses aquarelles de Garmendia aquièrent leur importance du fait qu'elles sont le fruit du témoignage direct de leur auteur, qui se ressent tout particulièrement par le spectateur, qui absorbe émotionnellement la charge dramatique de la scène, comme dans El soldado paraguayo ante el cadaver de su hijo.

### Œuvre écrit
Il a aussi écrit plusieurs ouvrages :
- Recuerdos de la Guerra del Paraguay. Batalla del Sauce, Combate de Yataytí-Corá y Curupaití (première édition en 1883)
- Recuerdos de la Guerra del Paraguay. Campaña de Pikiciry
- La cartertea de un soldado. Bocetos sobre la marcha
- Campagne de Humaytá (dédiée au général Mitre)
- Recuerdos de la Guerra del Paraguay. Campaña de Corrientes y de Río Grande
- Reflejos de antaño
- Del Brasil, Chile y Paraguay. Gratas reminiscencias
- Cuentos de tropa et Entre indios y milicos, où il utilise le pseudonyme de Fortun de Vera. Outre ce pseudonyme, il a également utilisé le pseudonyme « Piu-Piu ».